# Mingo Bile
Régio Francisco Congo Zalata, plus connu sous le nom de Mingo Bile, est un footballeur angolais né le 15 juin 1987 à Luanda. Il évolue au poste de défenseur avec Primeiro de Agosto.

## Biographie
Il participe à la Coupe d'Afrique des nations 2012 puis à la Coupe d'Afrique des nations 2013 avec l'équipe d'Angola.

## Carrière
- 2005 : Primeiro de Agosto ( Angola)
- 2006-2007 : Desportivo da Huíla ( Angola)
- 2008-201. : Primeiro de Agosto ( Angola)[1]

## Palmarès
- Vainqueur de la Coupe d'Angola en 2009
- Vainqueur de la Supercoupe d'Angola en 2010